# Gümüşhane
Gümüşhane este un oraș din Turcia.